# Cornus controversa
Cornus controversa es una especie de planta fanerógama en el género Cornus perteneciente a la familia Cornaceae, nativa de China, el Himalaya y Japón.

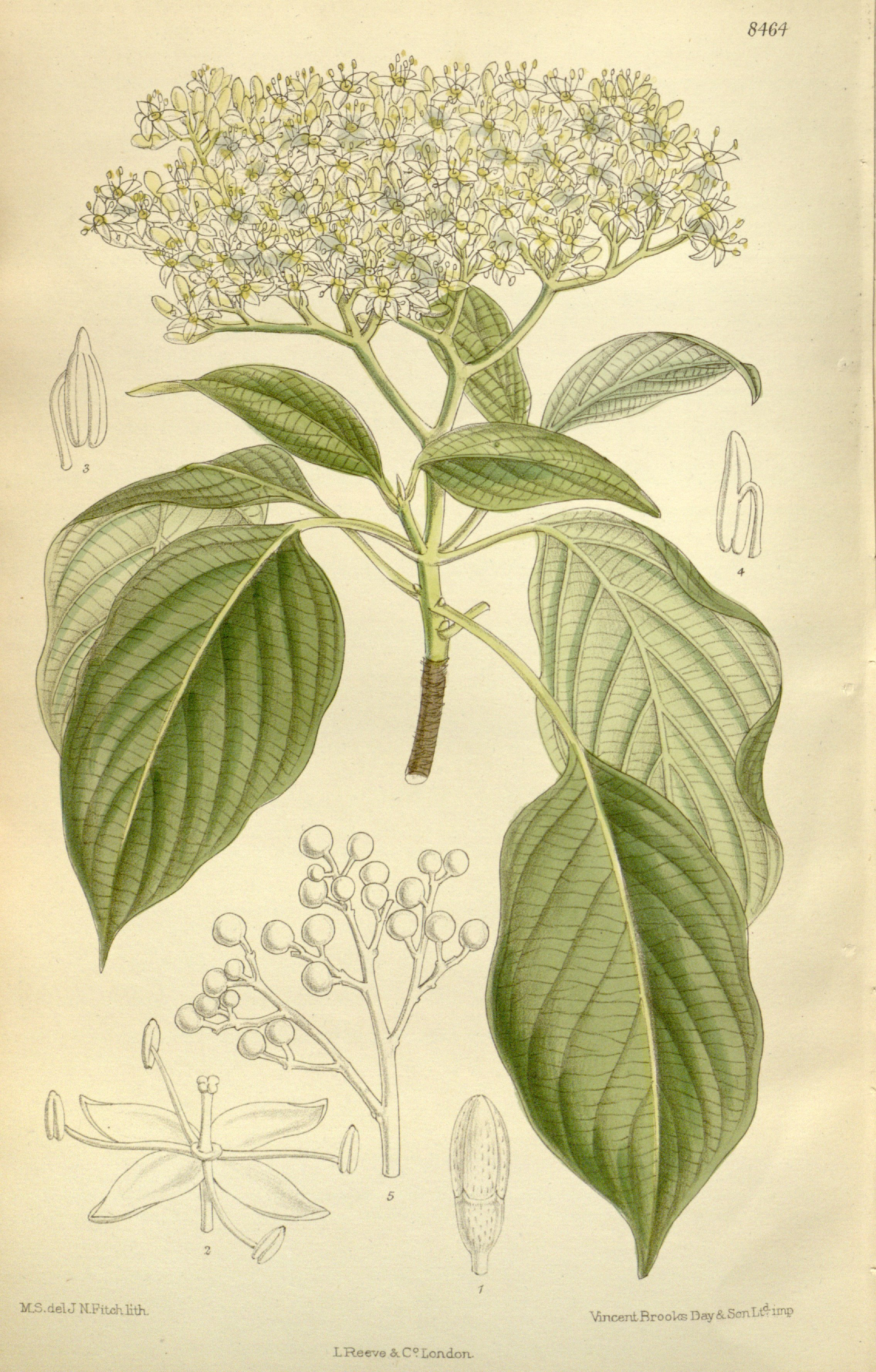
Ilustración

## Descripción
Se trata de un árbol caducifolio que alcanza un tamaño de hasta 15 m de altura, con múltiples niveles de ramas. Gruesas panículas de flores blancas aparecen en verano, seguidas por el fruto globoso negro. Las hojas se vuelven de un rico color rojo-púrpura en otoño. Se cultiva en jardines y parques de las regiones templadas.
La variedad C. controversa 'Variegata' tiene hojas con márgenes de color crema, que se vuelven amarillas en otoño, y crece a un tamaño menor que su padre - típicamente de 8 m. Ha ganado el Award of Garden Merit de la Royal Horticultural Society.

## Taxonomía
Cornus controversa fue descrita por William Botting Hemsley y publicado en Botanical Magazine 135:, sub t. 8261. 1909.
Sinonimia
- Bothrocaryum controversum (Hemsl.) Pojark.
- Cornus controversa var. alpina Wangerin
- Cornus controversa var. angustifolia Wangerin
- Cornus controversa var. shikokumontana (Hiyama) Hiyama
- Cornus sanguinea Thunb.
- Swida controversa (Hemsl.) Soják
- Swida controversa var. alpina (Wangerin) H.Hara ex Noshiro
- Swida controversa var. shikokumontana (Hiyama) H.Hara ex Noshiro[5]